# Bussières-et-Pruns

Bussières-et-Pruns este o comună în departamentul Puy-de-Dôme, Franța. În 1 ianuarie 2022 avea o populație de 504 de locuitori.